# Războiul civil din Palestina mandatară din 1947–1948
Războiul civil din Palestina 1947-1948a fost prima fază a Războiul Arabo-Israelian din 1948-1949. A izbucnit după ce Adunarea Generală a Organizației Națiunilor Unite care a adoptat o rezoluție la 29 noiembrie 1947 prin care recomandă adoptarea Planul de partiție pentru Palestina⁠(<span title="Planului organizației Națiunilor Unite de împărțire a Palestinei|Planul de partiție pentru Palestina la Wikidata">d).